# NTT DoCoMo
NTT DoCoMo (株式会社NTTドコモ Kabushiki Gaisha Enu Ti Ti Dokomo?) es una operadora de telefonía celular japonesa, provee acceso a internet, voz y un servicio de correo electrónico. La sede oficial de la compañía está en la Torre Sanno Park en Chiyoda, Tokio. Para el año 2015 estuvo en el cuarto puesto de las compañías más grandes de Japón por capitalización de mercado. Docomo pertenece a la compañía de Telégrafos y Teléfonos de Japón, es proveedora de tecnología 2G, 3G y 4G LTE.

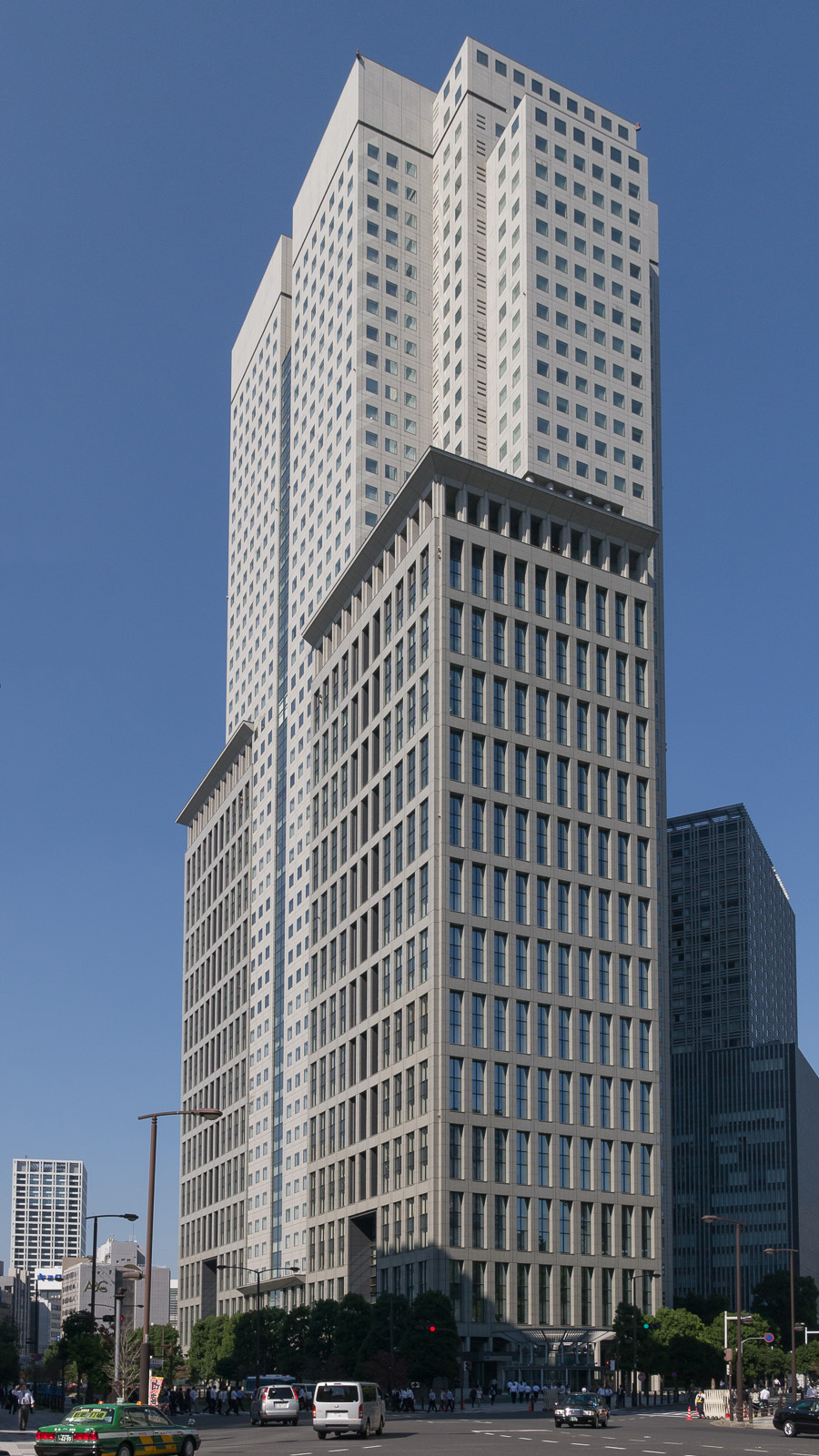
Edificio sede de la compañía.

La sigla DoCoMo es una abreviación de la frase inglesa  Do Communications over the Mobile network ("Hacer comunicaciones en la red móvil"), un juego de palabras con la frase japonesa doko mo ("en todas partes"). 

## Negocios
NTT Docomo es una subsidiaria de NTT, una empresa pública donde el gobierno japonés posee el 33% del valor accionario. La compañía obtuvo más de 53 millones de clientes (hasta marzo de 2008), la mitad del mercado de telefonía en Japón. En 2015 lanzó el servicio de 4G LTE Premium. Además de subsidiarias en Europa y Norteamérica, Docomo tiene alianzas estratégicas con proveedores de Asia y el Pacífico. Fue una de las principales proveedoras del iPhone 5s y 5c en Japón. En junio de 2011 la compañía anunció una alianza con McAfee para proveer un servicio antivirus para los usuarios de celulares con sistema Android.
En 2008 Docomo ofreció un servicio llamado "Sistema de información de desastres", una especie de aviso temprano ante terremotos producido por la Agencia de Meteorología de Japón. La mascota de la compañía es Docomodake, un hongo cuyo personaje es popular en Japón, ha aparecido en varios promocionales y videojuegos, así como mercancía de la empresa como correas, fundas y llaveros. El lenguaje pictográfico llamado Emoji, fue usado por primera vez por Docomo en 1999, cuando Shigetaka Kurita, parte del equipo de trabajo de la empresa, creó una especie de características para sus servicios de mensajería que intentaría facilitar la comunicación y distinguirse de otros servicios.

## Posición competitiva

### Patentes
En 2023, el Informe Anual del PCT de la Organización Mundial de la Propiedad Intelectual (OMPI) clasificó a NTT DoCoMo como el vigésimo primer lugar mundial en número de solicitudes de patentes realizadas en el marco del Sistema del PCT, con 1,016 solicitudes de patentes publicadas durante 2023.